# Nyikita Alekszandrovics Romanov orosz herceg
Nyikita Alekszandrovics orosz herceg (oroszul: Князь Никита Александрович Романов; Szentpétervár, 1900. január 4./16. – Cannes, 1974. szeptember 12.) orosz herceg, franciaországi orosz emigráns.

## Élete
Nyikita Alekszandrovics herceg 1900 januárjában született Alekszandr Mihajlovics nagyherceg és Kszenyija Alekszandrovna nagyhercegnő negyedik gyermekeként, egyben harmadik fiaként. Szülei között távoli unokatestvéri kapcsolat állt fenn, mindkettejüknek közös őse volt I. Miklós cár. Noha Nyikita Alekszandrovics édesanyja III. Sándor cár leánya volt, gyermekei kivétel nélkül csupán hercegi címet viseltek, mivel apai ágról a nagyapjuk nem volt cár.
A herceg és testvérei gyermekként sok időt töltöttek Franciaországban és a család kedvelt krími palotájában. Szüleik hamar zátonyra futott házassága ellenére boldog gyermekkorban volt részük; az év nagy részében Alekszandr Mihajlovics a kormányt kritizáló nézetei miatt a szülőföldjüktől távol, a francia Biarritzban éltek. Nyikita herceg később legfiatalabb bátyjához, Fjodor Alekszandrovicshoz hasonlóan jó barátságba került egyetlen nővérük férjével, Feliksz Felikszovics Juszupov herceggel.
Az első világháború, majd az azt követő forradalom alatt Nyikita herceg szüleivel a Krímre menekült. A bolsevikok hatalomra jutását követően a cári család tagjait üldözték, legtöbbjüket letartóztatták és kivégezték. Azok a családtagok, akik biztonságot kerestek, a Krímbe szöktek Marija Fjodorovna anyacárnéhoz. 1919 legelején Nyikita Alekszandrovics és testvérei az anyacárné brit rokonai által küldött HMS Marlborough hadihajó fedélzetén hagyták el Oroszországot. A família jelentős része francia földön talált menedékre; Nyikita Alekszandrovics nővérénél és Feliksz Juszupov hercegnél élte száműzetése első éveit. Fjodor Alekszandrovics úgyszintén sógoránál keresett otthont; a fivérek egészen házasságkötésükig élvezték sógoruk vendégszeretetét.
1922. február 19-én Párizsban Nyikita herceg feleségül vette Marija Illarionovna Voroncova-Daskova grófnőt (1903–1997). A szépségéről és nagylelkűségéről ismert Marija Illarionovna egy nagy múltú orosz család sarjaként rokonságban állt a Nariskin, a Dolgorukov és a Suvalov családokkal, melyek egykor jelentős hatással voltak az ország sorsának alakulására. 1951. május 7-én a magát címzetes orosz cárnak tekintő Vlagyimir Kirillovics nagyherceg a „Romanovszkaja-Voroncova hercegné” rangra emelte a grófnőt. A házasságból két gyermek született:
- Nyikita Nyikityics Romanov herceg (1923. május 13. – 2007. május 3.), nőül vette Jane Anna Schoenwaldot
- Alekszandr Nyikityics Romanov herceg (1929. november 4. – 2002. szeptember 22.), nőül vette Maria Valguarnera di Niscemit.

Nyikita Alekszandrovics herceg francia földön, Cannes városában halt meg 1974. szeptember 12-én. Özvegye közel húsz évvel később, 1997. június 16-án követte őt a másvilágra. Idősebb fiuknak, Nyikita Nyikityics hercegnek egyetlen fia született, Fjodor Nyikityics herceg, aki 2007-ben, apja halálát követően öngyilkosságot követett el. Ifjabb fiuk, Alekszandr Nyikityics gyermektelenül hunyt el.